# Aki Toyosaki

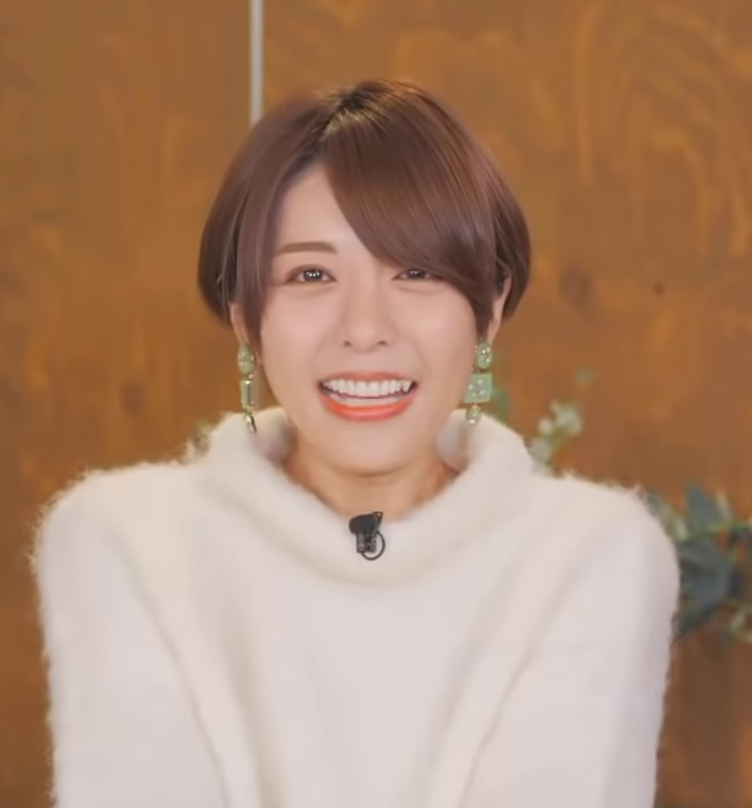
Aki Toyosaki, 2021

Aki Toyosaki (jap. 豊崎 愛生, Toyosaki Aki; * 28. Oktober 1986 in der Präfektur Tokushima, Japan) ist eine japanische Synchronsprecherin und Sängerin. Der Durchbruch gelang ihr mit den Rollen von Yui Hirasawa und Kana Nakamachi in K-On! bzw. Kanamemo, in deren Zusammenhang sie auch ihre Gesangskarriere startete.

## Leben
Vor ihrer Karriere als Seiyū war sie 2003 bis 2004 festes Mitglied der Variety-Fernsehsendung Doyō wa Naisho!! (土曜はナイショ！！, dt. „Samstag ist ein Geheimnis!“), in der sie ihren Alltag als Oberschülerin vorstellte.
Aki Toyosaki nahm 2005 an der 1. Music Ray’n Super Seiyū Audition (ミュージックレイン スーパー声優オーディション, Myūjikku Rein Sūpā Seiyū Ōdishon) teil, die von der zu Sony Music Entertainment (Japan) gehörenden Künstleragentur Music Ray’n veranstaltet wurde. Sie war neben Minako Kotobuki, Ayahi Takagaki und Haruka Tomatsu eine der vier Gewinnerinnen und wurde damit unter Vertrag genommen.
2006 hatte sie mit der Rolle einer namenlosen Oberschülerin ihr Debüt als Synchronsprecherin in dem Anime Red Garden. Ihre erste Hauptrolle war die Figur der Amuro Ninagawa in der Serie Kenkō Zenrakei Suieibu Umishō. Seitdem übernahm sie mehrere tragende Rollen in Serien wie in Minami-ke und Shugo Chara!, die sie über mehrere Staffeln hinweg fortführte. Im Jahr 2008 wurde auch die erste Single Minami-ke: Hiyori (みなみけ　びより) veröffentlicht, die sie zusammen Eri Kitamura gesungen hatte.
Im Jahr 2009 gelang ihr sowohl als Synchronsprecherin als auch Sängerin der Durchbruch. So sprach sie beispielsweise Yui Hirasawa, die Hauptfigur der sehr erfolgreichen Serie K-On!. Bei dieser Serie war sie ebenfalls als Sängerin des Vor- und Abspanns beteiligt, die sie zusammen mit den Synchronsprecherinnen Yōko Hikasa, Satomi Satō und Minako Kotobuki interpretierte. Beide Singles Cagayake! Girls und Don’t say “lazy” waren dabei sehr erfolgreich und erreichten gleichzeitig die Plätze 2 und 4 der japanischen Single-Charts und wurden später von der RIAJ mit Gold ausgezeichnet. Die Single-Auskopplung Fuwa Fuwa Jikan aus dem gleichen Anime war ebenfalls sehr erfolgreich und erreichte den dritten Platz der japanischen Charts. Kurze Zeit später folgte eine Character Single zu Yui Hirasawa. Im Zuge der Erfolgswelle von K-On! erreichte diese in der ersten Woche ebenfalls den dritten Platz der japanischen Single-Charts und musste sich nur knapp der zweiten Character Single ihrer Kollegin Yōko Hikasa zu Mio Akiyama geschlagen geben. Parallel dazu wurde am 15. Februar 2009 bei der Veranstaltung Music Ray’n girls: Haru no Choco Matsuri die Gründung der Musikgruppe Sphere (スフィア, Sufia) mit ihr und ihren Agenturkolleginnen Ayahi Takagaki, Haruka Tomatsu und Minako Kotobuki bekanntgegeben. Diese veröffentlichte bisher zehn Singles und drei Alben.
Im Jahr 2011 wurde sie bei den Tokyo Anime Awards für die Rolle der Yui Hirasawa in der Serie K-On!! als Bester Seiyū ausgezeichnet.

## Filmografie (Auswahl)
- 2003: Doyō wa Naisho!! (sie selbst)
- 2006: Red Garden (Oberschülerin)
- 2007: Kenkō Zenrakei Suieibu Umishō (Amuro Ninagawa)
- 2007: Minami-ke (Yoshino)
- 2007: Shugo Chara! (Su)
- 2008: Bihada Ichizoku (Ai Shiratori)
- 2008: Dolly☆Variety (Sora Aoki)
- 2008: Minami-ke: Okawari (Yoshino)
- 2008: Net Ghost PiPoPa (Siren)
- 2008: Shugo Chara!! Doki (Su)
- 2008: To Love-Ru (Momo Belia Deviluke)
- 2009: Akikan! (Najimi Tenkūji)
- 2009: Aoi Hana (Miwa Mogi)
- 2009: Asura Cryin’ (An Ōhara)
- 2009: Hatsukoi Limited (Koyoi Bessho)
- 2009: Kanamemo (Kana Nakamachi)
- 2009: K-On! (Yui Hirasawa)
- 2009: Minami-ke: Okaeri (Yoshino)
- 2009: Seiken no Blacksmith (Lisa)
- 2009: Ōkami to Kōshinryō II (Merta)
- 2009: To Aru Kagaku no Railgun (Kazari Uiharu)
- 2009: Umi Monogatari – Anata ga Ite Kureta Koto (Oshima)
- 2009: Umineko no Naku Koro ni (Asmodeus)
- 2010: Bungaku Shoujo (Chia Takeda)
- 2010: Asobi ni Ikuyo! (Melwin)
- 2010: Seikon no Qwaser (Tomo Yamanobe)
- 2010: To Aru Majutsu no Index II (Kazari Uiharu)
- 2010: Ichiban Ushiro no Daimaō (Kēna Soga)
- 2010: K-On!! (Yui Hirasawa)
- 2010: Ōkami-san to Shichinin no Nakama-tachi (Otohime Ryūgū)
- 2010: Princess Resurrection (OVA) (Reiri Kamura)
- 2011: Beelzebub (Aoi Kunieda)
- 2011: Hōrō Musuko (Momoko Shirai)
- 2011: Mitsudomoe Zōryōchū! (Yuki Yoshioka)
- 2011: Kami nomi zo Shiru Sekai II (Jun Nagase)
- 2011: Eiga K-On! (Yui Hirasawa)
- 2011: Hanasaku Iroha (Nako Oshimizu)
- 2011: Yuru Yuri (Chitose Ikeda)
- 2012: Accel World (Chiyuri Kurashima / Lime Bell)
- 2012: Hyōka (Rie Zenna)
- 2012: Inu x Boku SS (Chino Kotomura)
- 2012: Queen’s Blade Rebellion (Mirim)
- 2012: Medaka Box (Medaka Kurokami)
- 2012: Sekai de Ichiban Tsuyoku Naritai! (Sakura Hagiwara)
- 2012: Kokoro Connect (Iori Nagase)
- 2012: Natsuiro Kiseki (Rinko Tamaki)
- 2014–2015: Noragami (Kofuku)
- 2017: Konosuba (Yunyun)
- 2017: Kuzu no Honkai (Akane Minagawa)
- 2017: Made in Abyss (Maruruk)
- 2017: Scum’s Wish (Akane Minagawa)
- 2018: Yurukyan△ (Aoi Inuyama)
- 2019: Kimetsu no Yaiba (Teoni(Kindheit))
- 2019: Isekai Quartet (Yunyun)
- 2019: Fruits Basket (Isuzu Soma)
- 2019: Dr. Stone (Homura)
- 2020: Isekai Quartet 2 (Yunyun)
- 2020: Mewkledreamy (Mew)
- 2020: The Misfit of Demon King Academy (Isabella)
- 2021: Idoly Pride (Kokoro Akazaki)

## Diskografie

### Alben
- 2011: Love your life, love my life
- 2013: Love letters
- 2016: All time Lovin’

### Singles
- 2009: Cagayake! Girls
- 2009: Don’t say “lazy”
- 2009: Future Stream
- 2009: Fuwa Fuwa Jikan
- 2009: K-On! Image Song: Hirasawa Yui
- 2009: Super Noisy Nova
- 2009: Kimi e to Tsunagu Kokoro (君へとつなぐココロ)